# Drepanospora viridis
Drepanospora viridis är en svampart som först beskrevs av August Karl Joseph Corda, och fick sitt nu gällande namn av Goos 1989. Drepanospora viridis ingår i släktet Drepanospora, divisionen sporsäcksvampar och riket svampar.   Inga underarter finns listade i Catalogue of Life.